# An-Nizaza
An-Nizaza – wieś w Syrii, w muhafazie Hama. W 2004 roku liczyła 354 mieszkańców.